# Lycopodium obscurum
Lycopodium obscurum là một loài thực vật có mạch trong Họ Thạch tùng. Loài này được L. mô tả khoa học đầu tiên năm 1753.

## Hình ảnh

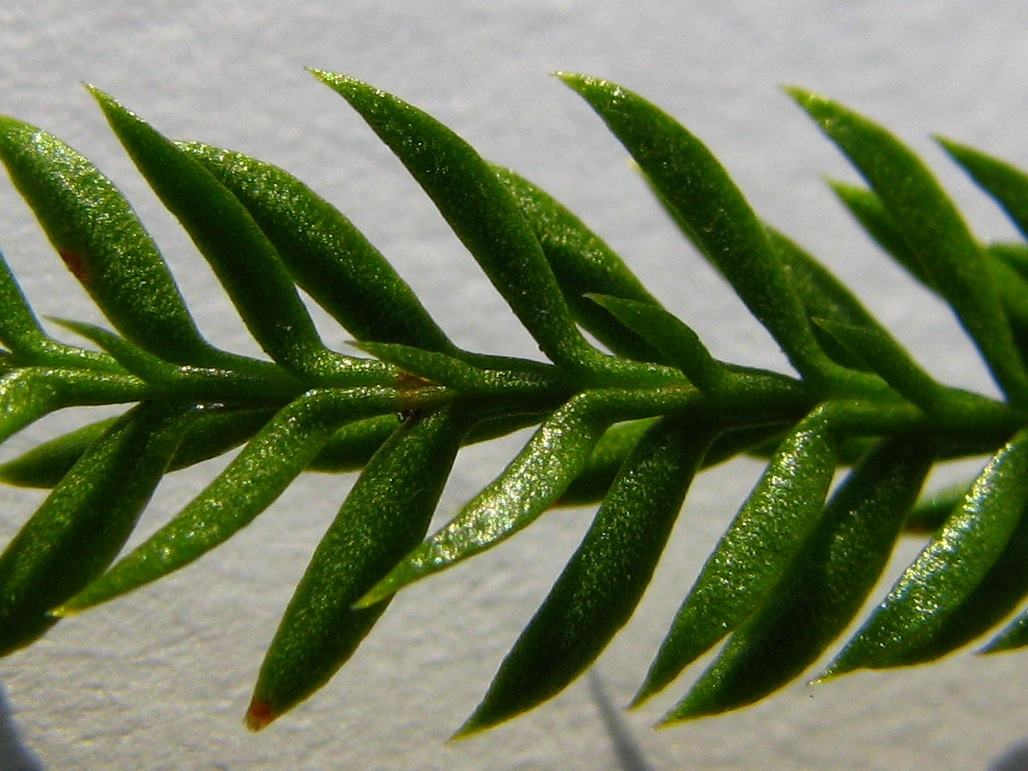
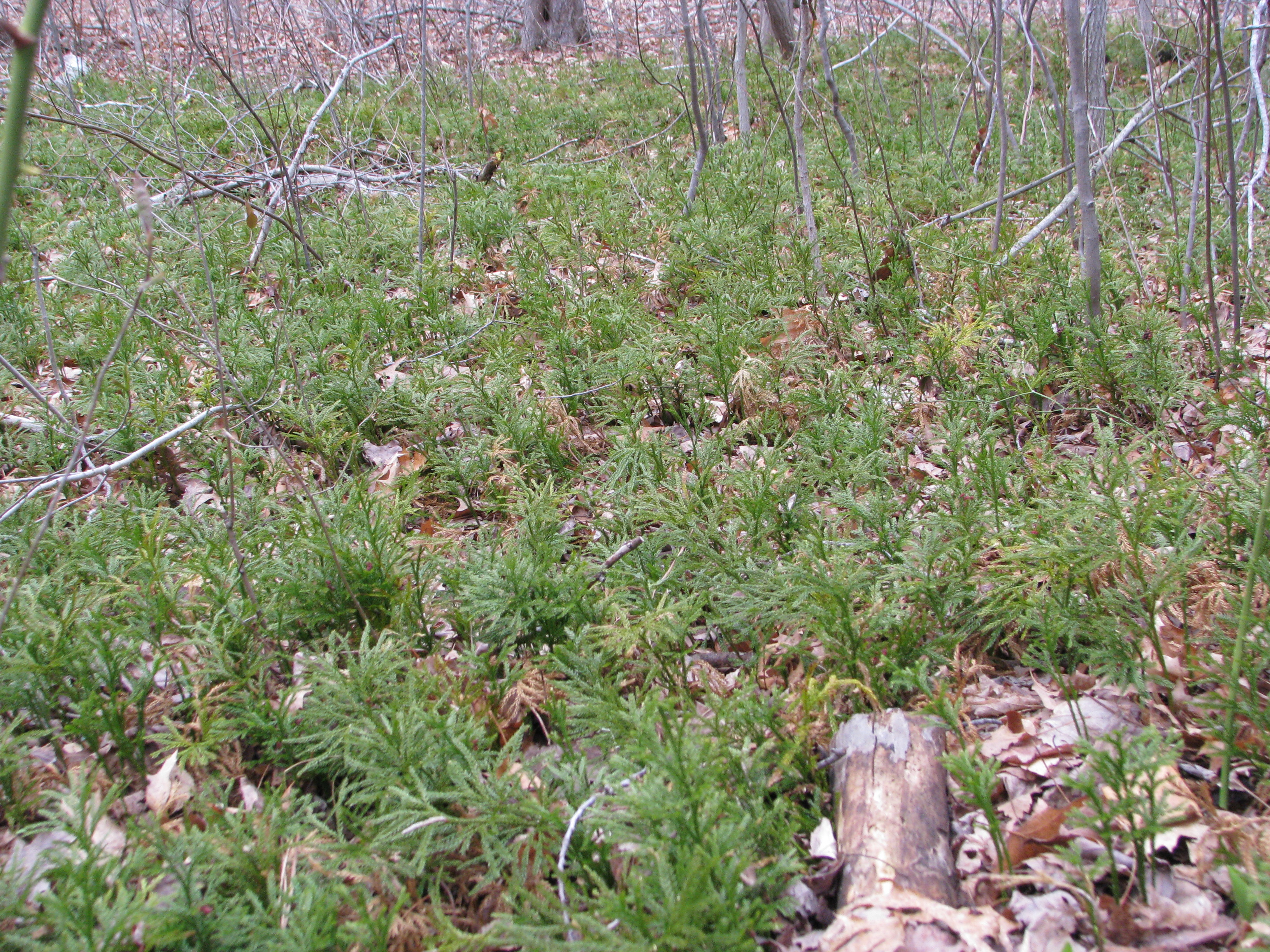
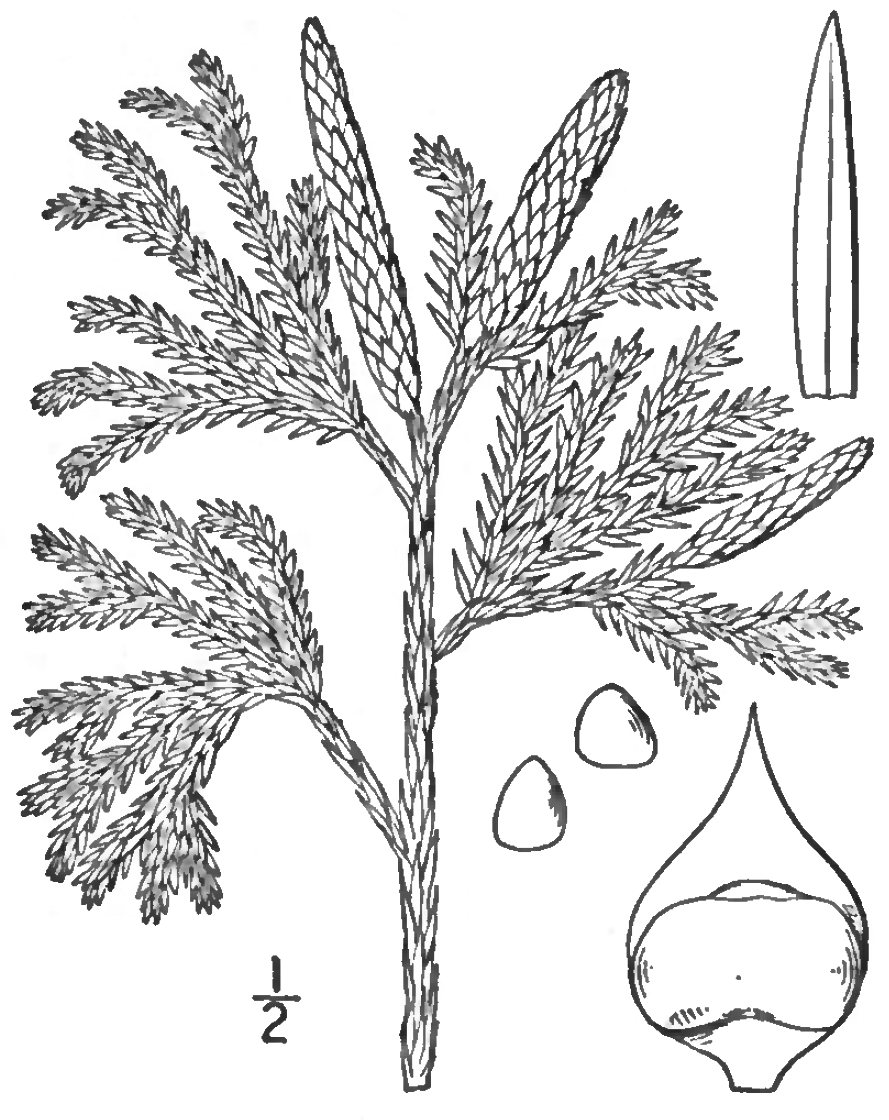
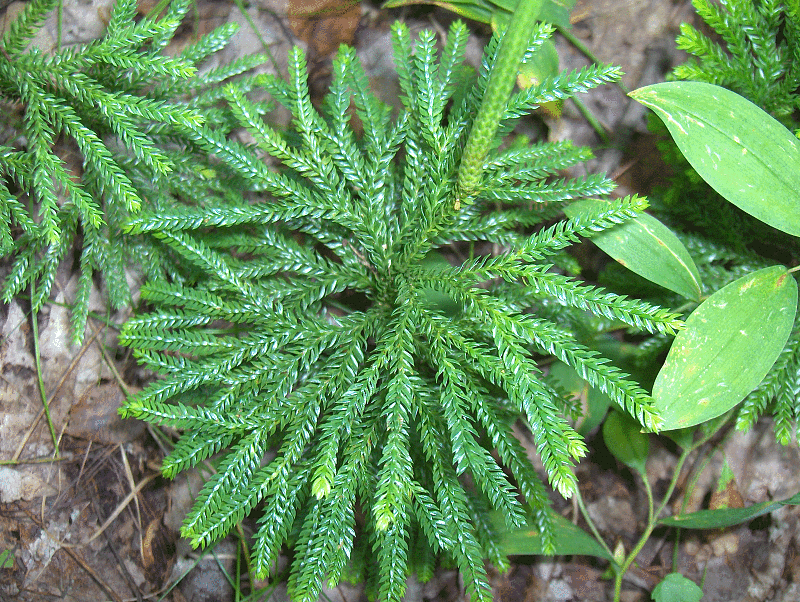